# Pałac w Mannheimie
Pałac w Mannheimie (niem. Schloss Mannheim, Residenzscholss Mannheim) – największy w Niemczech pałac barokowy, położony w centrum Mannheimu (Nadrenia-Palatynat).

## Historia i architektura
Mając prawie 450 m długości i ogrodzony teren 6 ha, ten kompleks jest jednym z największych pałaców w Europie. Pałac w Mannheim jest 2. co do wielkości barokowym zespołem pałacowym w Europie, zaraz po Pałacu Wersalskim. Podczas budowy zadbano o to, aby miał dokładnie o 1 okno więcej niż Wersal.
Obiekt w kształcie podkowy znajduje się w południowej części starówki (Innenstadt), wzdłuż Bismarckstraße, na osi Kurpfalzstraße. Wzniesiony dla elektorów Palatynatu, Karola III Filipa Wittelsbacha i Karola IV Teodora Wittelsbacha w trzech okresach, pomiędzy 1720, a 1760. Rezydencja elektorów Palatynatu od 1720 do 1777. Wnętrza ozdobiono z dużym przepychem, autorami fresków i stiuków byli bracia Asamowie. Niedługo od zakończenia budowy pałac stracił na znaczeniu i stał się poważnym obciążeniem, ponieważ Karol Teodor odziedziczył elektorat Bawarii i przeprowadził się wraz z dworem do Monachium.  W 1763 Karol IV Wittelsbach powołał w tym miejscu akademię nauk (niem. Kurpfaelzische Akademie der Wissenschaften). Orkiestra dworska z Mannheim uchodziła w XVIII wieku za najlepszą w świecie, zwłaszcza w gatunku symfonii. Po raz pierwszy wykorzystano tutaj na szeroką skalę klarnet.
Budowla ucierpiała w czasie II wojny światowej, w wyniku czego wystrój wnętrz w dużym stopniu uległ zniszczeniu. Odrestaurowano przede wszystkim elewacje pałacu, w który mieści się obecnie Uniwersytet w Mannheimie. Oprócz tego w kompleksie zabytkowym znajdują się:
- kościół pałacowy (pieczołowicie odrestaurowany wraz z wnętrzami), znajdujący się w końcu zachodniego skrzydła,
- Schlossmuseum (salony, i monumentalna Sala Rycerska, obecnie koncertowa, wraz z klatką schodową)[1].

## Galeria

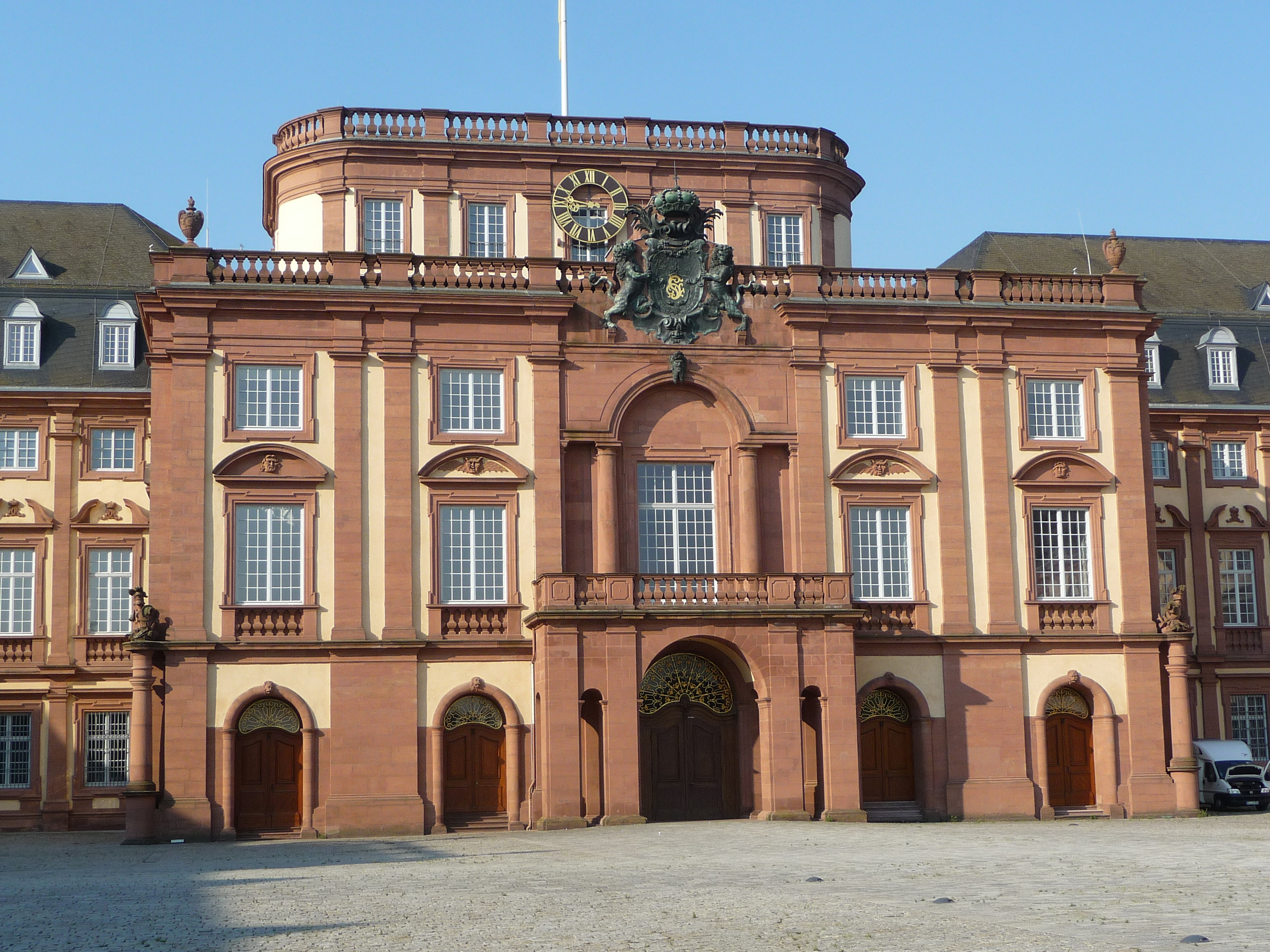
Główne wejście z kartuszem herbowym
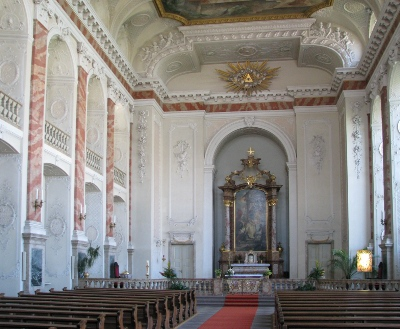
Wnętrze kościoła pałacowego